# Multiflorarosor
Multifloraros (Rosa Multiflora-gruppen) är en grupp av rosor. Till gruppen räknas selektioner av, och hybrider med japansk klätterros (R. multiflora).

## Sorter
- 'Aglaia'
- 'Amethyst'
- 'Bleu Magenta'
- 'Blush Rambler'
- 'Bobbie James'
- 'Bonfire'
- 'Carnea'
- 'Dawson'
- 'Débutante'
- 'De la Grifferaie'
- 'Elna'
- 'Euphrosyne'
- 'Geschwinds Nordlandrose'
- 'Goldfinch'
- 'Gruss an Zabern'
- 'Gräfin Marie Henriette Chotek'
- 'Mrs F. W. Flight'
- 'Rambling Rector'
- 'Roserie'
- 'Russeliana'
- 'Seagull'
- 'Tausendschön'
- 'Thaila'
- 'Valdemar'
- 'Veilchenblau'
- 'Violette'

## Galleri

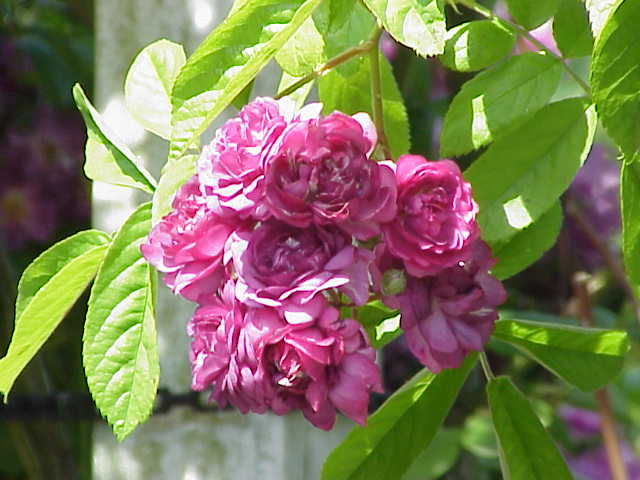
'Amethyst' (A. Nonin & Fils, 1911)
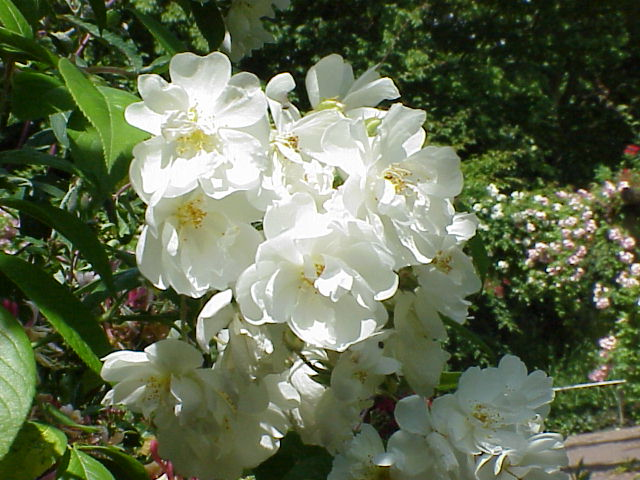
'Bobbie James' (Sunningdale Nursery, 1961)
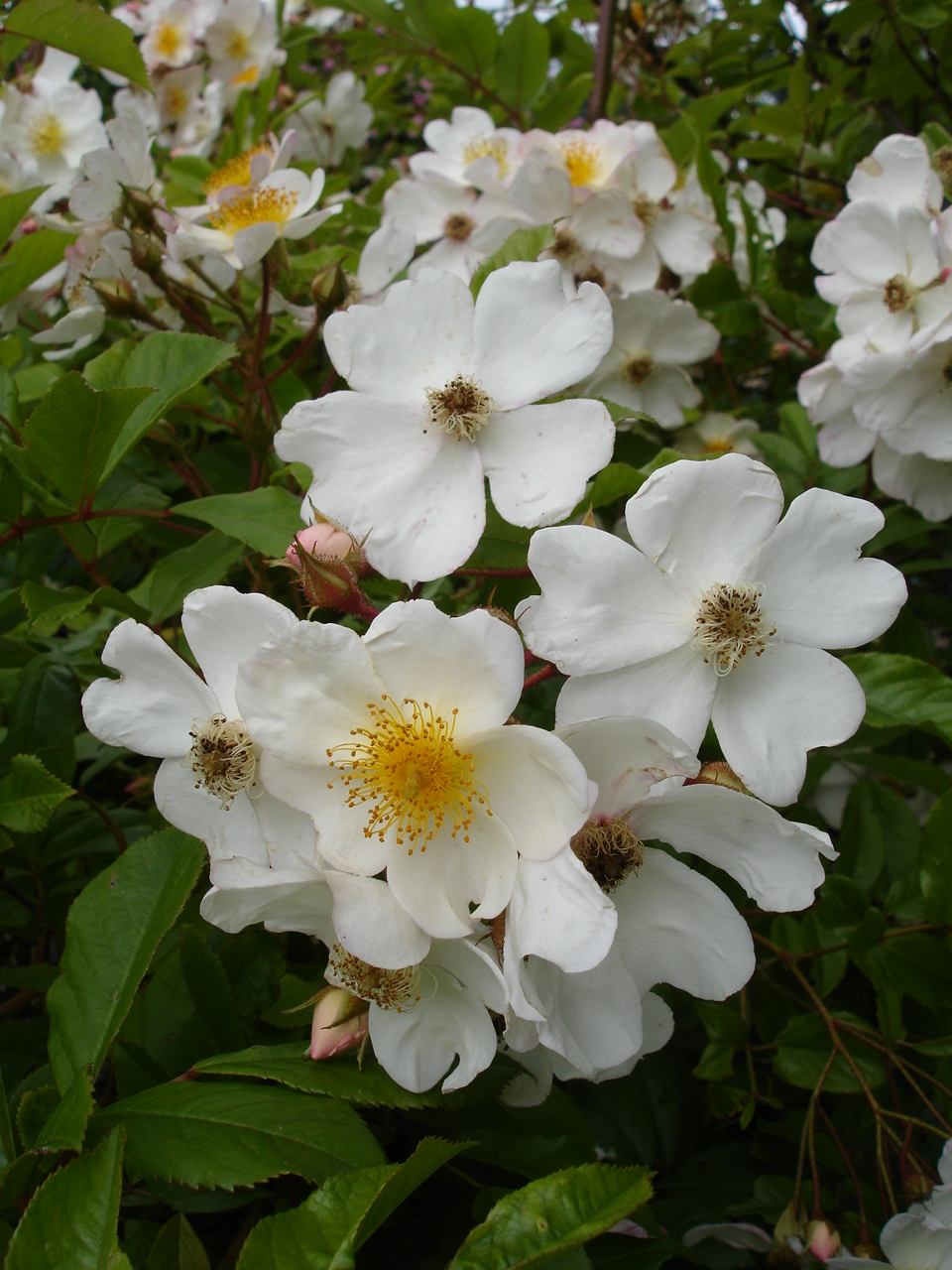
'Gentiliana' (Bernaix, 1886)
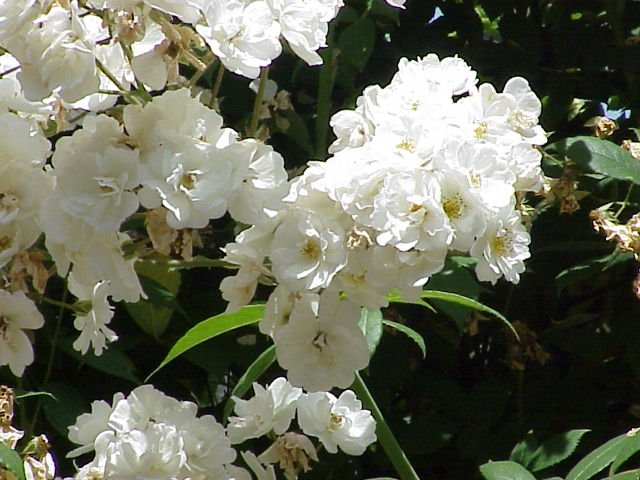
'Rambling Rector' (England, 1910))
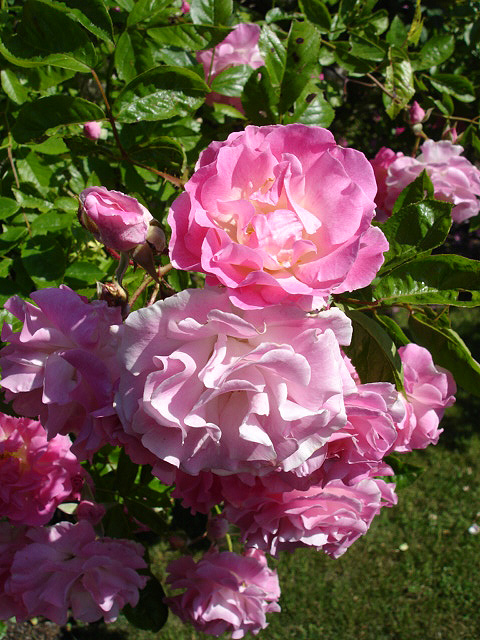
'Tausendschön' (J.C. Schmidt, 1906)